# カオス (力学系)
力学系におけるカオス（英語: chaos）とは、決定論的な法則にしたがうにもかかわらず、不規則的で複雑な様相を示す軌道である。特に決定論的カオス（英語: deterministic chaos）という名でも呼ばれる。
カオスの本質的特徴の一つが、微小な差異が将来的に巨大な差異に成長する点にある。このことはカオス特有の予測不可能性を生み、バタフライ効果という言葉でも知られる。
カオスは非線形な現象で、線形な系で生じることはない。カオスの最初期の発見は、アンリ・ポアンカレによって三体問題の研究の中で生まれた。散逸系におけるカオスはストレンジアトラクターとして存在する 。ローレンツ方程式で発生する蝶のような形をしたアトラクターは、おそらく世界でもっとも有名なストレンジアトラクターである。

## 性質

### 非線形性
力学系には大きく分けて線形な系と非線形な系が存在するが、線形な系ではカオスは発生しえない。カオスが生起されるためには、その系が何らかの非線形性を持つ必要がある。

### 非周期性
カオスは、固定点にも周期的軌道にも準周期軌道にも漸近しない、非周期的な軌道を取る。

### 初期値鋭敏性
距離空間上の写像 f : X → X について、ある δ > 0 が存在し、任意の x ∈ X と ε > 0 に対して、d(f (x), f (y)) < ε かつ d(f n(x), f n(y)) > δ を満たす y ∈ X と自然数 n が存在するとき、f は初期値鋭敏性を持つという。

### 拡大性
初期値鋭敏性よりも強い性質として拡大性の概念がある。距離空間上の写像 f : X → X が、任意の相異なる x, y ∈ X に対し、ある δ >0 があって、d(f n(x), f n(y)) > δ を満たす n が存在するとき、f は拡大的であるという。

### 位相推移性
ある連続写像 f : X → X が X 上で稠密な軌道を持つとき、f は位相推移的であるという。また、同値な表現だが、空ではない任意の開集合 U, V ⊂ X が f n(U) ∩ V ≠ ∅ となるようなある n > 1 が存在するとき、f は位相推移的であるという。

### 位相混合性
位相推移性よりも強い性質として位相混合性がある。ある自然数 N が存在し、すべての n > N について、空ではない任意の開集合 U, V ⊂ X がf n(U) ∩ V ≠ ∅ となるとき、f は位相混合的であるという。力学系が位相混合的ならば、明らかに同時に位相推移的でもある。

### 有界性・コンパクト性
望ましくない例を排除するために、軌道あるいは系が定義される空間が有界あるいはコンパクトあることがカオスの定義に含まれると望ましい。望ましくない例というのは  = ax や x ↦ ax （a は正の定数）のような系のことで、このような系では初期値鋭敏性と位相推移性を満たすものの軌道は指数関数的に単調増加するだけなので、カオスに含めるには不適当である。